# Dicrocoelium
Dicrocoelium és un gènere de trematodes que parasiten el fetge, considerat un grup polifilétic.
Els espècimens adults de Dicrocoelium han estat localitzats en el fetge de diversos mamífers, fins i tot de persones. Aquests cucs plans s'allotgen en conductes biliars, vesícula biliar i parènquimac hepàtic. Són hematòfags, i els espècimens adults produeixen ous que són transportats a l'intestí, per ser expulsats en la femta.

## Llista d'espècies
Es coneixen 18 espècies:
- Dicrocoelium albicolle Rudolphi, 1819
- Dicrocoelium antechini Cribb & Spratt, 1992
- Dicrocoelium bykhowskajae Panin & Zhatkanbaeva, 1972
- Dicrocoelium colobusicola Sandground, 1929
- Dicrocoelium dendriticum Rudolphi, 1819
- Dicrocoelium eurynorhynchi Belopol'skaia, 1954
- Dicrocoelium hospes Looss, 1907
- Dicrocoelium ivoriense Baer, 1971
- Dicrocoelium kronschnepi Belopol'skaia, 1963
- Dicrocoelium lasmri Mclntosh, 1933
- Dicrocoelium macaci Kobayashi, 1915
- Dicrocoelium macrostomum Odhner, 1910
- Dicrocoelium moschiferi Oshmarin in Skrjabin & Evranova, 1952
- Dicrocoelium orientale Sudarkkov & Ryjikov, 1951
- Dicrocoelium petrovi Kassimov in Skrjabin & Evranova, 1952
- Dicrocoelium rileyi Macy, 1931
- Dicrocoelium sciuri Artiuk in Skrjabin & Evranova, 1953
- Dicrocoelium soricis Diesing, 1858